# Dresdener Heller
Dresdener Heller este o arie protejată (arie specială de conservare — SAC, sit de importanță comunitară — SCI) din Germania întinsă pe o suprafață de 125 ha, integral pe uscat.

## Localizare
Centrul sitului Dresdener Heller este situat la coordonatele 51°05′54″N 13°45′19″E / 51.0983°N 13.7553°E.

## Înființare
Situl Dresdener Heller a fost declarat sit de importanță comunitară în iunie 2002 pentru a proteja 1 specie de animale. Situl a fost protejat și ca arie specială de conservare în aprilie 2011.

## Biodiversitate
Situată în ecoregiunea continentală, aria protejată conține 1 habitat natural: Vegetație psamofilă uscată cu pășuni deschise de Corynephorus și Agrostis.
La baza desemnării sitului se află o specie protejată de  nevertebrate: fluturele-tigru (Callimorpha quadripunctaria)